# Job, Joris & Marieke
Job, Joris & Marieke is een Oscar genomineerde Nederlandse animatiestudio opgericht door Job Roggeveen (1979), Joris Oprins (1980) en Marieke Blaauw (1979).

## Geschiedenis
De oprichters leerden elkaar kennen op de Design Academy Eindhoven. Oprins en Roggeveen studeerden af in 2003 en Blaauw in 2002. In de periode 2004 tot 2005 werkten Oprins en Blaauw bij animatiestudio Pedri als animator aan de stop-motionserie Nijntje. In 2007 startten ze hun studio in Utrecht. Hun werk bestaat uit opdrachtwerk, videoclips en korte animatiefilms.
De muziek bij hun films wordt door Roggeveen gecomponeerd. Roggeveen zette in 2010 het muziekproject Happy Camper op. Hiermee won hij in 2011 een Edison. Job, Joris & Marieke maakte bij beide albums de videoclips en verzorgde het artwork.
In 2011 maakte Job, Joris & Marieke de videoclip voor het nummer Ik neem je mee van rapper Gers Pardoel. De videoclip werd inmiddels meer dan 19 miljoen keer op YouTube bekeken.
Sinds 2012 wordt bij KRO-Kindertijd de kinderserie De Tumblies uitgezonden, waarvoor Job, Joris & Marieke het concept, de personages en de muziek ontwikkelde.
In 2013 maakte Job, Joris & Marieke de korte animatiefilm MUTE. Deze film won onder andere de Grand Prix en de publieksprijs op het Holland Animation Film Festival in 2013.
In 2014 maakte het bedrijf de korte animatiefilm A Single Life. De film draaide als voorfilm voor Gooische Vrouwen 2 in alle Pathébioscopen in Nederland. In 2015 werd de film genomineerd voor de Academy Award voor beste korte animatiefilm en was hij genomineerd voor de Cartoon d'Or. Daarnaast won de film 15 internationale prijzen.
In opdracht van de gemeente Utrecht maakte Job, Joris & Marieke in 2014 de opdrachtfilm/videoclip Bon Voyage! Deze film werd gemaakt als reclame voor de start van de Tour de France in Utrecht in 2015. Blaudzun componeerde de titelsong Bon Voyage!.
In 2015 maakte Job, Joris & Marieke de film (Otto) in het kader van NTR Kort!. De film had zijn internationale première op het Internationaal filmfestival van Toronto. (Otto) werd gekozen als Nederlandse inzending voor de Academy Award beste korte animatiefilm 2016.
In 2016 bracht studio Job, Joris & Marieke de korte film Kop Op (Heads Together) uit, in coproductie met Viking Film en de VPRO. De film won de Grand Prix op het New York International Children's Film Festival en een prijs in de categorie Animatie tijdens de 7de International Emmy Kids Awards Ceremony in Cannes in 2019. Ze brachten ook hun eerste kinderboek uit, Wie Doet Dat Toch?, bij uitgeverij Kluitman.
In 2018 brachten ze het kinderboek De Happy Camper, Manfreds Kampeer & Survivalgids uit, ook bij uitgeverij Kluitman. Ook ging hun korte film A Double Life in premiere, die genomineerd was voor een Gouden Kalf op het Nederlands Film Festival in 2018.
In 2022 maakten ze samen met Viking Film de VPRO-kinderserie Kop Op (SWOP), met stemmen van Nasrdin Dchar, Paulien Cornelisse en Steye van Dam. De serie bestaat uit 12 afleveringen van 10 minuten. De serie was genomineerd voor een Cinekid Award in de categorie Beste Nederlandse Fictieserie. In de Kunsthal Rotterdam was begin 2022 de expositie A Triple Life te zien. Op deze tentoonstelling was een overzicht van hun werk te zien en de videomap installatie ‘Nobody’ die ze speciaal voor de expositie hadden gemaakt.

## Korte animatiefilms
- 2003: Wad
- 2003: How Snjezhi Tjelovek Found His Ancestors
- 2005: Niet te Geloven
- 2006: Moi
- 2008: It's not funny, it's art!
- 2013: MUTE
- 2014: A Single Life
- 2015: (Otto)
- 2016: Kop Op (Heads Together)
- 2018: A Double Life
- 2022: Nobody

## Videoclips
- 2010: Happy Camper - Born With A Bothered Mind
- 2011: Gers Pardoel - Ik Neem Je Mee
- 2013: Fit - Duurt Te Lang
- 2014: Happy Camper - The Daily Drumbeat
- 2014: RICO & A.R.T. - Naaktslak
- 2014: RICO & A.R.T. - Zombie
- 2014: RICO & A.R.T. - Opa
- 2014: Blaudzun - Bon Voyage!
- 2015: Fedde le Grand - Robotic
- 2019: Kinderen Voor Kinderen -  Reis Mee!

## Boeken
- 2016: Wie Doet Dat Toch? (Who Did That?)
- 2018: De Happy Camper, Manfreds Kampeer & Survivalgids